# Franklintown (Pennsylvanie)
Pour les articles homonymes, voir Franklintown.
Franklintown est un borough situé au nord-ouest du comté de York, en Pennsylvanie, aux États-Unis,. En 2010, il comptait une population de 489 habitants, estimée au 1er juillet 2020 à 463 habitants. Le borough est fondé en 1763 et incorporé le 29 avril 1869.

## Démographie
Lors du recensement de 2010, le borough comptait une population de 489 habitants. Elle est estimée, en 2020, à 463 habitants.